# Pinay (Loire)
Pinay település Franciaországban, Loire megyében. Lakosainak száma 285 fő (2022. január 1.). Pinay Saint-Jodard, Neulise, Saint-Georges-de-Baroille, Saint-Marcel-de-Félines és Vézelin-sur-Loire községekkel határos.

## Népesség
A település népességének változása:
| Lakosok száma | 343  | 277  | 280  | 275  | 274  | 277  | 284  | 288  | 284  | 285  |
|               | 1968 | 1982 | 1990 | 2006 | 2013 | 2015 | 2017 | 2019 | 2020 | 2022 |